# Diplodonta patagonica
Diplodonta patagonica is een tweekleppigensoort uit de familie van de Ungulinidae. De wetenschappelijke naam van de soort werd in 1842 voor het eerst geldig gepubliceerd door Alcide d'Orbigny.